# 1043 Beate
1043 Beate је астероид главног астероидног појаса са пречником од приближно 31,60 .
Афел астероида је на удаљености од 3,226 астрономских јединица (АЈ) од Сунца, а перихел на 2,953 АЈ.
Ексцентрицитет орбите износи 0,044, инклинација (нагиб) орбите у односу на раван еклиптике 8,935 степени, а орбитални период износи 1984,272 дана (5,432 година).
Апсолутна магнитуда астероида је 9,79 а геометријски албедо 0,214.
Астероид је откривен 22. априла 1925. године.